# Lobos UAdeC (fútbol americano)
Los Lobos UA Coahuila son un equipo representativo de fútbol americano de la Universidad Autónoma de Coahuila (UAdeC), con sede en la Ciudad de Saltillo. Ingresó a la Liga Mayor de la ONEFA en 1991, aunque ya competía desde años atrás en la categoría mayor de ligas locales. El equipo se convirtió en poco tiempo en uno de los favoritos al título en la conferencia de ascenso, mismo que han conquistado en dos ocasiones: 1998 y 2001. Además ha obtenido el subcampeonato en 1996 y 2005. A pesar de ser un equipo de relativamente reciente creación, se caracteriza por ser un equipo muy complicado como local. Es un invitado frecuente a los playoffs de la Conferencia Nacional y en la Conferencia de los 12 Grandes ha participado en 3 ocasiones, aunque haciendo papeles muy discretos.
En la temporada 2008, los Lobos protagonizaron uno de los mayores escándalos de la historia de la Liga al negarse a participar en Playoffs, alegando parcialidad de la ONEFA en favor de su archirrival los Potros Salvajes UAEM. No obstante, para la temporada 2009 obtuvieron el campeonato de la Conferencia del Norte y uno de los mejores récords de toda su historia al solo ser derrotados en un juego ante el campeón nacional, los Auténticos Tigres de la UANL. 
También se destaca la categoría "Juvenil" e "Intermedia" en las ligas Cefan y Cefad y para el 2017 debutó en intermedia Nacional de Onefa y en 2018 en Juvenil Nacional de Onefa. 